# Taxeotis dryina
Taxeotis dryina är en fjärilsart som beskrevs av Turner 1916. Taxeotis dryina ingår i släktet Taxeotis och familjen mätare. Inga underarter finns listade i Catalogue of Life.